# Kathryn Gallagher
Kathryn Gallagher (nacida el 23 de julio de 1993) es una cantante y actriz estadounidense conocida por su interpretación de Bella Fox en el musical de Broadway Jagged Little Pill, por la que recibió un premio Grammy al mejor álbum de teatro musical y una nominación al premio Tony a la Mejor Actriz de Reparto en un Musical.

## Educación y primeros años
Gallagher nació en Nueva York, hija de Peter Gallagher y Paula Harwood. Se mudó a Los Ángeles a los 11 años, donde comenzó a estudiar teatro en la Adderley School. También comenzó seriamente a escribir su propia música cuando estaba en la escuela secundaria. Ella se identifica como bisexual. 
Asistió a la Escuela de Música Thornton de la Universidad del Sur de California.

## Carrera
La canción de Gallagher "Nothing Ever None" apareció en la banda sonora de la película de 2011 Someday This Pain Will Be Useful to You, y su canción "Damaged" aparece en la banda sonora de la película de 2012 Thanks for Sharing. Gallagher ha lanzado cuatro EP en solitario de su música original. Lanzó su primer EP, I'm Fine, en 2014 y su segundo, American Spirit, en 2015. Lanzó tres sencillos en el 2019 y el 2020. En 2020, Gallagher lanzó su tercer y cuarto EP, Demos, vol. 1 y demostraciones, vol. 2, que ella misma produjo en la casa de su familia en los bosques de Connecticut durante la pandemia de coronavirus. Gallagher ha realizado muchos espectáculos en vivo donde interpreta su música en Los Ángeles y la ciudad de Nueva York.
Gallagher hizo su debut en Broadway como la Voz de Martha en la reposición de Broadway de Spring Awakening de Deaf West Theatre en 2015, y también se desempeñó como capitana de baile del espectáculo. Ella audicionó para el papel después de una sugerencia de su compañero actor de teatro Ben Platt.
Gallagher ha realizado varios proyectos de televisión, siendo su papel más notable el de Annika en la serie You de Lifetime, en la que apareció en ocho episodios de la primera temporada. Gallagher también fue estrella invitada en The Flash e Indoor Boys.
En 2019, Gallagher se unió al elenco de Jagged Little Pill en Broadway en el papel de Bella Fox. Ella era un miembro original del elenco de Broadway. La reseña del programa de The Daily Beast  que Gallagher fue "excelente en una parte realmente difícil", mientras que Deadline Hollywood señaló que ella "trae el enfoque del musical de muchos temas a su nota más poderosa". En el programa, ella canta una canción original de Alanis Morissette, "Predator", que se creó para el musical cuando la parte de Gallagher pasó de ser un papel de conjunto destacado a un papel principal. El 15 de octubre de 2020, Gallagher fue nominada al premio Tony a la mejor actriz destacada en un musical, su primera nominación al Tony. El espectáculo comenzó sus avances en Broadway en noviembre de 2019, abrió el 5 de diciembre de 2019 y cerró el 17 de diciembre de 2021 debido a la pandemia de COVID-19.

## Premios como actriz

### Teatro
| Años                   | Producción                | Role                                     | Localización                                     | Categoría                 |
| ---------------------- | ------------------------- | ---------------------------------------- | ------------------------------------------------ | ------------------------- |
| 2014                   | Despertar la primavera    | Voz de Marta; guitarra; capitán de baile | Artes del centro de la ciudad                    | Regional                  |
| 2015                   | Despertar la primavera    | Voz de Marta; guitarra; capitán de baile | Centro Wallis Annenberg para las artes escénicas | Regional                  |
| 2015                   | Despertar la primavera    | Voz de Marta; guitarra; capitán de baile | Teatro Brooks Atkinson                           | Broadway (debut)          |
| 2016                   | El polvo no puede matarme | lirio                                    | Festival de Teatro Musical de Nueva York         | Fuera de Broadway         |
| 2018                   | Píldora pequeña dentada   | bella zorro                              | Teatro de repertorio americano                   | Prueba fuera de la ciudad |
| 2019–diciembre de 2021 | Píldora pequeña dentada   | bella zorro                              | Teatro Broadhurst                                | Broadway                  |

### Televisión
| Año     | Título             | Role            | notas                                                 |
| ------- | ------------------ | --------------- | ----------------------------------------------------- |
| 2018    | Tú                 | Annika Attwater | Papel recurrente; 8 episodios en la primera temporada |
| 2019    | El flash           | lia             | Papel invitado: 1 episodio "Godspeed"                 |
| 2019    | Chicos de interior | Matilde         | Papel invitado: 1 episodio "Sopa"                     |
| 2020    | Chico•Amigos       | Mildred         | Papel recurrente                                      |
| 2021    | Sangre azul        | diane mayordomo | Papel de invitado: 1 episodio "Más de lo que parece"  |
| 2021    | Amor moderno       | whitney         | Papel invitado: 1 episodio "¿Cómo me recuerdas?"      |
| 2021-22 | Chica chismosa     | Heidi Bergmann  | Papel invitado: 2 episodios                           |

### Apariciones en videos musicales
| Año  | Título            | Artista                     |
| ---- | ----------------- | --------------------------- |
| 2020 | Quédate a mi lado | Quinn XCII y Chelsea Cutler |

## Discografía

### Obras
| Título                 | Detalles                                                                                           |
| ---------------------- | -------------------------------------------------------------------------------------------------- |
| como crezco            | - Lanzamiento: 25 de julio de 2012 - Sello: Autoeditado - Formato: Descarga digital, streaming     |
| Estoy bien             | - Lanzamiento: 2014 - Sello: Autoeditado - Formato: Descarga digital, streaming                    |
| espíritu americano     | - Lanzamiento: 5 de septiembre de 2013 - Sello: Autoeditado - Formato: Descarga digital, streaming |
| demostraciones, vol. 1 | - Lanzamiento: 15 de mayo de 2020 - Sello: Autoeditado - Formato: Descarga digital, streaming      |
| demostraciones, vol. 2 | - Lanzamiento: 24 de julio de 2020 - Sello: Autoeditado - Formato: Descarga digital, streaming     |

### Sencillos
| Canción                                         | Año  | Álbum                                                             |
| ----------------------------------------------- | ---- | ----------------------------------------------------------------- |
| "Seré conocido" (con Erik Scott Smith)          | 2012 | Erik Scott Smith y la banda de corazones de papel                 |
| "Desorden de una máquina"(con John O'Callaghan) | 2012 | Thanks for Sharing (Banda sonora original)                        |
| "Dañado"                                        | 2012 | Gracias por compartir (banda sonora original de la película)      |
| "Nada hecho nunca"                              | 2012 | Algún día este dolor te será útil                                 |
| "Padre"                                         | 2017 | ¡Te amamos, Sally Carmichael! Banda sonora oficial de la película |
| "Malas noticias"                                | 2019 | Sencillo sin álbum                                                |
| "Silbador"                                      | 2019 |                                                                   |
| "Voy a buscar el café"                          | 2020 |                                                                   |
| "Si no te tengo (en vivo)"(con Nick Cordero )   | 2020 | Vive tu vida (en vivo en Feinstein's / 54 a continuación )        |
| "Con las piernas cruzadas en la cocina"         | 2020 | Sencillo sin álbum                                                |
| "Nostálgico del momento"                        | 2020 |                                                                   |

### Apariciones en álbumes de reparto
- Jagged Little Pill (grabación original del elenco de Broadway) (2019)

### Créditos de composición
- "Quiero usar un vestido" de Harper Grae (2019)

## Premios y nominaciones
| Año  | Premio                                              | Categoría                                        | Trabaja                   | Resultado       |
| ---- | --------------------------------------------------- | ------------------------------------------------ | ------------------------- | --------------- |
| 2015 | Premio Ovación                                      | Conjunto de actuación de un musical              | Despertar la primavera    | Ganador         |
| 2016 | Premio Astaire                                      | Conjunto destacado en un espectáculo de Broadway | Despertar la primavera    | Nominado        |
| 2016 | Premio del Festival de Teatro Musical de Nueva York | Conjunto excepcional                             | El polvo no puede matarme | Ganador         |
| 2020 | Premio Tony                                         | Mejor actriz de reparto en un musical            | Píldora pequeña dentada   | Nominado        |
| 2020 | Premio del Círculo de Críticos Externos             | Mejor actriz destacada en un musical             | Píldora pequeña dentada   | Premio de honor |
| 2021 | premio Grammy                                       | Mejor álbum de teatro musical                    | Píldora pequeña dentada   | Ganador         |